# Marco Reus
Marco Reus (Dortmund, 31 mei 1989) is een Duits voetballer die doorgaans als centraal aanvallende middenvelder speelt. Reus debuteerde in 2011 in het Duits voetbalelftal.

## Clubcarrière

### Begin
Reus begon met voetballen bij Post SV Dortmund in 1994. Hij werd opgenomen in de jeugdopleiding van Borussia Dortmund in 1996. In 2006 ging hij naar Rot Weiss Ahlen onder 19. In zijn eerste seizoen speelde hij vijf wedstrijden voor zijn club. Het jaar daarna ging hij naar het eerste team van Rot Weiss Ahlen. In zijn eerste seizoen speelde hij 14 wedstrijden en maakte hij twee keer een doelpunt, waaronder één op de laatste speeldag die ervoor zorgde dat Rot Weiss Ahlen naar de 2. Bundesliga promoveerde.
In 2008-2009 maakte Reus zijn echte doorbraak als een professionele voetballer. Hij speelde 27 wedstrijden en hij maakte 4 keer een doelpunt. Op 25 mei 2009 tekende hij een vierjarig contract met Bundesliga-club Borussia Mönchengladbach. Borussia Mönchengladbach speelde op dat moment in de Bundesliga. Reus begon het seizoen 2011-2012 in een goede vorm. Hij maakte 7 doelpunten en hij speelde 12 wedstrijden.

### Borussia Dortmund
Reus' contract met Borussia Mönchengladbach liep nog tot 2015, maar op 4 januari 2012 tekende hij een contract voor zijn jeugdliefde Borussia Dortmund. Het transfergeld bedroeg 17,1 miljoen euro. Hij was tot juli 2017 verbonden aan de club. Op 1 juli 2012 verscheen hij voor het eerst op het trainingsveld van Borussia Dortmund. In Reus' debuutwedstrijd voor Borussia Dortmund op 24 augustus 2012 maakte hij een doelpunt. Zijn club won de wedstrijd met 2–1 van Werder Bremen. Op 29 september 2012 maakte Reus 2 doelpunten voor Dortmund. Ze wonnen met 5–0 van Reus' vorige club, Borussia Mönchengladbach. Na de zesde wedstrijd van het seizoen stond Borussia Dortmund bovenaan. Op 3 oktober 2012 speelde Reus zijn eerste Champions League-wedstrijd. Hij opende de score voor Dortmund in de wedstrijd tegen de Engelse landskampioen Manchester City. De wedstrijd eindigde in 1–1. In de volgende uitwedstrijd in dat seizoen in de Champions League op 6 november 2012 opende hij weer de score, deze keer in Santiago Bernabéu tegen Real Madrid. Hij scoorde met een volley na een mooie pass van ploeggenoot Robert Lewandowski. Die wedstrijd eindigde in 2–2 nadat Dortmund twee keer op voorsprong was gekomen. In de volgende uitwedstrijd dat seizoen in de Champions League opende hij opnieuw de score in de wedstrijd in de Amsterdam ArenA tegen de landskampioen van Nederland, Ajax. Dortmund won de wedstrijd uiteindelijk met 1–4. Door deze overwinning was het zeker dat Dortmund door ging naar de achtste finale in de Champions League. Op 16 februari 2013 maakte Reus een hattrick tegen Eintracht Frankfurt. In het seizoen 2013/14 maakte hij 23 doelpunten, zorgde hij voor 23 assists en werd hij verkozen tot Bundesliga-speler van het seizoen.

## Clubstatistieken
| Seizoen | Club                | Competitie        | Competitie | Competitie | Competitie | Beker | Beker | Beker | Internationaal | Internationaal | Internationaal | Totaal | Totaal | Totaal |
| Seizoen | Club                | Competitie        | Wed.       | Dlp.       | Ass.       | Wed.  | Dlp.  | Ass.  | Wed.           | Dlp.           | Ass.           | Wed.   | Dlp.   | Ass.   |
| ------- | ------------------- | ----------------- | ---------- | ---------- | ---------- | ----- | ----- | ----- | -------------- | -------------- | -------------- | ------ | ------ | ------ |
| 2007/08 | Rot Weiss Ahlen     | Regionalliga Nord | 16         | 1          | 1          | 0     | 0     | 0     | —              | —              | —              | 16     | 1      | 1      |
| 2008/09 | Rot Weiss Ahlen     | 2. Bundesliga     | 27         | 4          | 3          | 1     | 0     | 0     | —              | —              | —              | 28     | 4      | 3      |
| 2009/10 | Borussia M'gladbach | Bundesliga        | 33         | 8          | 4          | 2     | 0     | 0     | —              | —              | —              | 35     | 8      | 4      |
| 2010/11 | Borussia M'gladbach | Bundesliga        | 34         | 11         | 9          | 3     | 1     | 1     | —              | —              | —              | 37     | 12     | 10     |
| 2011/12 | Borussia M'gladbach | Bundesliga        | 32         | 18         | 12         | 5     | 3     | 2     | —              | —              | —              | 37     | 21     | 14     |
| 2012/13 | Borussia Dortmund   | Bundesliga        | 32         | 14         | 11         | 4     | 1     | 1     | 13             | 4              | 4              | 49     | 19     | 16     |
| 2013/14 | Borussia Dortmund   | Bundesliga        | 30         | 16         | 14         | 5     | 2     | 3     | 9              | 5              | 5              | 44     | 23     | 22     |
| 2014/15 | Borussia Dortmund   | Bundesliga        | 20         | 7          | 5          | 5     | 1     | 0     | 4              | 3              | 1              | 29     | 11     | 6      |
| 2015/16 | Borussia Dortmund   | Bundesliga        | 26         | 12         | 4          | 4     | 2     | 2     | 13             | 9              | 2              | 43     | 23     | 8      |
| 2016/17 | Borussia Dortmund   | Bundesliga        | 17         | 7          | 4          | 3     | 2     | 1     | 4              | 4              | 3              | 24     | 13     | 8      |
| 2017/18 | Borussia Dortmund   | Bundesliga        | 11         | 7          | 0          | 0     | 0     | 0     | 4              | 0              | 1              | 15     | 7      | 1      |
| 2018/19 | Borussia Dortmund   | Bundesliga        | 27         | 17         | 11         | 3     | 3     | 1     | 6              | 1              | 1              | 36     | 21     | 13     |
| 2019/20 | Borussia Dortmund   | Bundesliga        | 19         | 11         | 6          | 3     | 1     | 0     | 4              | 0              | 1              | 26     | 12     | 7      |
| 2020/21 | Borussia Dortmund   | Bundesliga        | 32         | 8          | 8          | 7     | 2     | 4     | 10             | 1              | 2              | 49     | 11     | 14     |
| 2021/22 | Borussia Dortmund   | Bundesliga        | 29         | 9          | 16         | 4     | 1     | 1     | 8              | 3              | 1              | 41     | 13     | 18     |
| 2022/23 | Borussia Dortmund   | Bundesliga        | 25         | 6          | 6          | 3     | 1     | 1     | 3              | 1              | 1              | 31     | 8      | 8      |
| 2023/24 | Borussia Dortmund   | Bundesliga        | 26         | 6          | 8          | 3     | 1     | 1     | 13             | 2              | 1              | 42     | 9      | 10     |
| 2024    | LA Galaxy           | MLS               | 6          | 1          | 2          | 5     | 0     | 1     | 1              | 0              | 0              | 1      | 1      | 1      |
| TOTAAL  | TOTAAL              | TOTAAL            | 442        | 163        | 124        | 60    | 21    | 19    | 91             | 33             | 23             | 583    | 217    | 164    |

Bijgewerkt tot en met 18 mei 2025.

## Interlandcarrière
Op 11 augustus 2009 maakte Reus zijn debuut in het Duits voetbalelftal onder 21 in een vriendschappelijke wedstrijd tegen Turkije. Op 6 mei 2010 werd hij voor het eerst opgeroepen voor het nationale elftal van Duitsland, maar speelde hij nog niet. Op 7 oktober 2011 maakte hij zijn debuut voor het Duits nationaal elftal tegen Turkije. Hij scoorde in zijn eerste wedstrijd voor Duitsland op 26 mei 2012 in een met 5–3 verloren wedstrijd tegen Zwitserland. Op 22 juni 2012 schoot hij de bal in het doel op het Europees kampioenschap tegen Griekenland in de kwartfinale.
Bondscoach Joachim Löw selecteerde Reus voor het wereldkampioenschap  2014. Een week voor het toernooi begon, liep hij in een oefeninterland tegen Armenië echter een scheurtje in zijn enkelband op. Daardoor liet hij noodgedwongen verstek gaan. Löw nam Reus twee jaar later ook niet mee naar het EK 2016. Deze keer was hij herstellende van een spierblessure en twijfelde de bondscoach daarom aan zijn fitheid.
Reus maakte eveneens deel uit van de Duitse selectie, die onder leiding van bondscoach Joachim Löw deelnam aan de WK-eindronde 2018 in Rusland. Daar werd Die Mannschaft voortijdig uitgeschakeld. De ploeg strandde in de groepsfase, voor het eerst sinds het wereldkampioenschap 1938, na nederlagen tegen Mexico (0–1) en Zuid-Korea (0–2). In groep F werd alleen van Zweden (2–1) gewonnen, al kwam die zege pas tot stand in de blessuretijd. Reus speelde mee in alle drie de groepswedstrijden: twee keer als basisspeler en één keer als invaller.

## Erelijst
Rot Weiss Ahlen
- Regionalliga Nord: 2007/08

 Borussia Dortmund
- DFB-Pokal: 2016/17, 2020/21
- DFL-Supercup: 2013, 2014, 2019

 Los Angeles Galaxy
- MLS Cup: 2024

Individueel
- Bundesliga Team van het Seizoen: 2011/12, 2012/13, 2013/14, 2014/15, 2015/16, 2018/19
- kicker Bundesliga Team van het Seizoen: 2018/19
- Bundesliga Speler van het Seizoen: 2011/12, 2013/14, 2018/19
- Bundesliga Talent van het Seizoen: 2011/12
- Duits voetballer van het jaar: 2012, 2019
- Duits International van het Jaar: 2018
- Borussia Dortmund Speler van het Jaar: 2013/14
- UEFA Team van het Jaar: 2013
- UEFA Champions League Team van het Seizoen: 2013/14
- Tor des Monats (Doelpunt van de Maand): januari 2012, juni 2012, september 2012
- FIFA FIFPro World11 5e team: 2013, 2014
- ESM Team van het Seizoen: 2018/19
- Bundesliga Speler van de Maand: september 2018, november 2018, december 2018

## Trivia
- Reus is het gezicht van de videogame FIFA 17. Hij staat op de cover en komt voor in de verhaalmode.

1 Bond ·
2 Calegari ·
3 Aude ·
4 Yoshida ·
5 Brugman ·
6 Puig ·
7 Álvarez ·
8 Delgado ·
9 Joveljić ·
10 Costa ·
11 Boyd ·
12 Barrios ·
14 Hernández  ·
15 Zavaleta ·
16 Uri ·
17 Mavinga ·
18 Leerdam ·
19 Cuevas ·
22 Cáceres ·
24 Neal ·
28 Ferkranus ·
30 Vivi ·
31 Judd ·
32 Cervantes ·
33 Klinsmann ·
35 Mićović ·
37 Aguirre ·
43 Saldaña ·
44 Edwards ·
56 Pérez ·
93 Alfaro ·
Cerillo ·
Fagúndez ·
Coach: Vanney
1 Neuer ·
2 Gündoğan ·
3 Schmelzer ·
4 Höwedes ·
5 Hummels ·
6 Khedira ·
7 Schweinsteiger ·
8 Özil ·
9 Schürrle ·
10 Podolski ·
11 Klose ·
12 Wiese ·
13 Müller ·
14 Badstuber ·
15 Bender ·
16 Lahm  ·
17 Mertesacker ·
18 Kroos ·
19 Götze ·
20 Boateng ·
21 Reus ·
22 Zieler ·
23 Gómez ·
Coach: Löw
1 Neuer  ·
2 Plattenhardt ·
3 Hector ·
4 Ginter ·
5 Hummels ·
6 Khedira ·
7 Draxler ·
8 Kroos ·
9 Werner ·
10 Özil ·
11 Reus ·
12 Trapp ·
13 Müller ·
14 Goretzka ·
15 Süle ·
16 Rüdiger ·
17 Boateng ·
18 Kimmich ·
19 Rudy ·
20 Brandt ·
21 Gündoğan ·
22 Ter Stegen ·
23 Gómez ·
Coach: Löw